# 10 ans d'avance (album)
Albums de Rohff
Le son c'est la guerre
(2003) La Fierté des nôtres
(2004)
10 ans d'avance (1994 à 2004) est la première mixtape de Rohff, sortie le 19 avril 2004 sur le label « Talents Fâchés Records ». Elle est mixée par DJ Mosko et ambiancée par Ikbal.
Elle annonce le nouvel album du rappeur, La fierté des nôtres, sorti deux mois après.

## Autour de l'album
Quelques mois avant la sortie de son troisième album studio, Ikbal, frère de Rohff et fondateur du label Talents Fâchés Records décide de compiler les 10 ans de carrière du rappeur sur une mixtape, mixée par DJ Mosko.
En plus de quelques morceaux présents sur les précédents projets du rappeur (Appelle-moi Rohff, Génération sacrifiée, Rap info ou Le son c'est la guerre), figurent des collaborations présentes sur des albums d'autres rappeurs (Pour 100 balles de Weedy & Le T.I.N., K'1 freestyle de Pit Baccardi ou Comoria de 3e Œil) ou sur des compilations (On fait les choses sur Première Classe vol.1, A bout portant sur Fat Taf ou Where's yours at ? sur la BO de Taxi 3). DJ Mosko se permet même de mixer V, titre présent sur l'album précédent de Rohff, La Vie avant la mort, puis censuré pour ses propos dénonçant les abus des forces de l'ordre.
On y trouve aussi sept inédits comme Tu peux pas test, O.P ou Ce que je suis devenu. C'est aussi l'occasion pour le public de découvrir Pleure pas et 9.4, tous deux extraits du nouvel album de Rohff.

## Liste des pistes
Disque 1
| 1.    | Un tueur est né                                               | Inédit                           | 01:11 |
| 2.    | Pour 100 balles                                               | Guet-apens                       | 01:47 |
| 3.    | Guet-apens freestyle                                          | Guet-apens                       | 01:27 |
| 4.    | Appelle-moi Rohff                                             | Le Code de l'honneur             | 01:45 |
| 5.    | On fait les choses (feat. Neg' Marrons, Mystik, Pit Baccardi) | Première Classe vol.1            | 00:55 |
| 6.    | Descente massive                                              | L'invincible armada : 1er assaut | 02:03 |
| 7.    | Tu peux pas test                                              | Inédit                           | 00:54 |
| 8.    | Rohff vs. l'État                                              | Le Code de l'honneur             | 02:53 |
| 9.    | Triomphe 1 et 2 (feat. Manu Key)                              | Manu Key / Manuscrit             | 02:47 |
| 10.   | K'1 freestyle (feat. Pit Baccardi, Kery James)                | Pit Baccardi                     | 01:19 |
| 11.   | L'œil du tigre (feat. Lino)                                   | Première Classe vol.2            | 01:38 |
| 12.   | Le chant du vice (feat. 113)                                  | Double face 3                    | 01:02 |
| 13.   | O.P                                                           | Inédit                           | 03:55 |
| 14.   | R.O.H.2.F                                                     | La Vie avant la mort             | 01:45 |
| 15.   | Rohff thriller                                                | Cut Killer Show 2                | 02:00 |
| 16.   | Nous contre eux (feat. Le Rat Luciano, Sat l'Artificier)      | Mode de vie...Béton style        | 01:14 |
| 28:44 |                                                               |                                  |       |

Disque 2
| 1.    | Comoria (feat. 3e Œil, Menzo, Opi)                  | Hier, aujourd'hui, demain | 01:01 |
| 2.    | A.K.H (Remix) (feat. Akhenaton, Lino, Pit Baccardi) | AKH Version H             | 00:49 |
| 3.    | Ce que je suis devenu                               | Inédit                    | 04:39 |
| 4.    | Les mecs paros                                      | Inédit                    | 00:54 |
| 5.    | Jeu de la mort                                      | La Vie avant la mort      | 01:45 |
| 6.    | Rap info                                            | La Vie avant la mort      | 02:00 |
| 7.    | Creuset de voyou                                    | La Vie avant la mort      | 01:47 |
| 8.    | Génération sacrifiée                                | Le Code de l'honneur      | 02:50 |
| 9.    | Baiser (feat. Zesau, Dry, Sefyu)                    | Talents fâchés vol.1      | 01:22 |
| 10.   | V                                                   | La Vie avant la mort      | 02:32 |
| 11.   | Le son de la guerre                                 | Le son c'est la guerre    | 03:32 |
| 12.   | A bout portant                                      | Fat taf                   | 04:34 |
| 13.   | Pleure pas                                          | La fierté des nôtres      | 04:49 |
| 14.   | 9.4                                                 | La fierté des nôtres      | 05:24 |
| 15.   | Amour bestial (feat. Kery James, Oxmo Puccino)      | Inédit                    | 05:07 |
| 16.   | Je pousse mon dernier cri                           | Inédit                    | 03:12 |
| 17.   | Where's yours at ? (feat. Pharrell Williams)        | Taxi 3                    | 02:03 |
| 48:28 |                                                     |                           |       |

## Réception

### Ventes
La mixtape s'est écoulée à plus de 35 000 exemplaires.